# Kleisnavelmos
Kleisnavelmos (Oxyrrhynchium hians) is een soort uit het geslacht snavelmos (Oxyrrhynchium).

## Ecologie
Kleisnavelmos komt voor op vochtige, kalkhoudende klei- en zavelgronden, waar zij vooral te vinden is in loofbos, loofstruweel en grasland.